# روث آن مينر
روث آن مينر (بالإنجليزية: Ruth Ann Minner)‏ هي سياسية أمريكية تنتمي إلى الحزب الديمقراطي ولدت روث آن مينر في 17 كانون الثاني - يناير من سنة 1935 في ولاية ديلاوير الأمريكية كانت روث آن مينر نائب حاكم ولاية ديلايوير الأمريكية ما بين الأعوام 1993 إلى عام 2001 في 3 كانون الثاني - يناير من سنة 2001 أصبحت روث آن مينر أول امرأة تتولى منصب الحاكم في تاريخ ولاية ديلاوير وقد استمرت في منصبها كحاكم للولاية إلى يوم 20 كانون الثاني - يناير من سنة 2009.